# (7448) Pöllath
(7448) Pöllath ist ein Asteroid des inneren Hauptgürtels, der am 14. Januar 1948 vom deutschen Astronomen Walter Baade am Mount-Wilson-Observatorium (IAU-Code 672) in den San Gabriel Mountains im US-Bundesstaat Kalifornien, nordöstlich von Los Angeles, entdeckt wurde.
Der Asteroid wurde am 22. Januar 2008 nach dem am Tage nach der Entdeckung geborenen Reinhard Pöllath, Wirtschaftsjurist und Honorarprofessor für Steuerrecht an der Universität Münster benannt.